# Sphinctanthus hasslerianus
Sphinctanthus hasslerianus är en måreväxtart som beskrevs av Robert Hippolyte Chodat. Sphinctanthus hasslerianus ingår i släktet Sphinctanthus och familjen måreväxter. Inga underarter finns listade i Catalogue of Life.